# Banco Central de Omán
El Banco Central de Omán fue fundado en diciembre de 1974 y comenzó operaciones desde el 1 de abril de 1975. Como parte de una serie de reformas institucionales reemplazó a la Junta Monetaria de Omán, la autoridad monetaria anterior.
Su objetivo es mantener la estabilidad de la moneda nacional, el rial omaní, y asegurar la estabilidad financiera y monetaria en un sistema financiero abierto y desregulado. Mantiene una tasa de cambio fija.